# Pont de Jons
Le pont de Jons, est un pont routier emprunté par la RD 61, d'une longueur de 200 mètres. Il franchit le Rhône, juste avant sa division en canal de Miribel et de Jonage, reliant ainsi Niévroz (Ain) et Jons (Rhône).

## Histoire

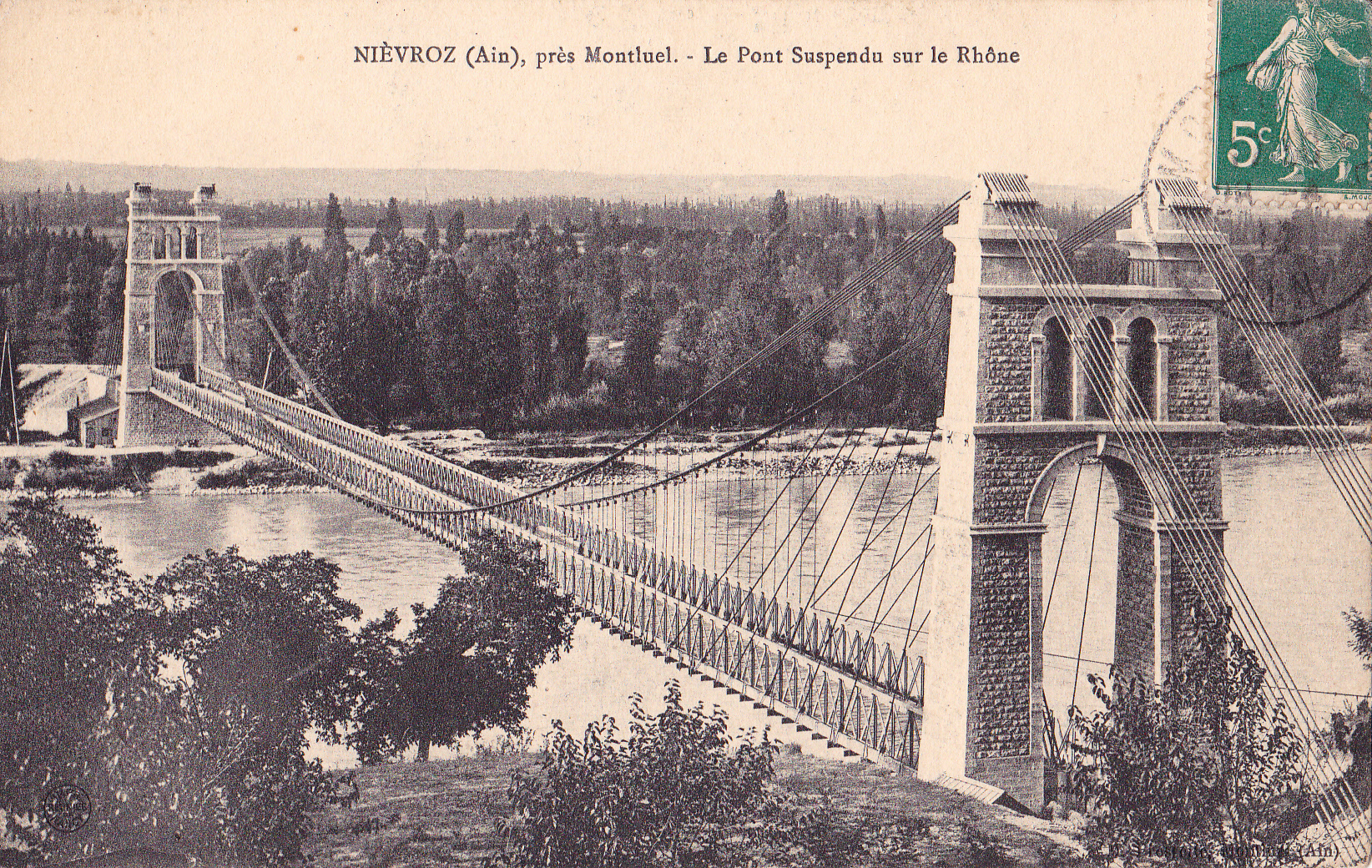
L'ancien pont suspendu de Jons, détruit en 1940.

L'ancien pont de Jons, reliant Niévroz à Jons a été détruit en 1903-1904 puis remplacé par un pont suspendu inauguré le 20 octobre 1904 ; ce pont fut dynamité au cours de la Bataille de France en 1940. Celui-ci fut remplacé par un pont provisoire jusqu'en 1944[source insuffisante], année de sa destruction. Après la guerre et jusqu’à 1977 un pont provisoire métallique à voie unique avec un feu tricolore traversait  le Rhône à cet emplacement.  
Enfin, le pont actuel, dit « pont de Jons » a été inauguré en mai 1977.  

### Historique
- jusqu'en 1904 : un premier pont franchissait le Rhône à l'emplacement actuel.
- octobre 1904 à 1940 : pont suspendu inauguré le 20 octobre 1904 et dynamité en 1940.
- 1940 à 1944 : pont provisoire installé par les allemands et détruit en 1944.
- 1944 à 1977 : Un pont provisoire métallique à voie unique et géré par un feu tricolore
- mai 1977 : inauguration du pont actuel.

## Description
C'est un pont en poutre-caisson dont le tablier est en béton précontraint, d'une longueur de 200 mètres décomposée en trois travées de respectivement 55,07 mètres, 90 mètres et 55,07 mètres. En aval de ce pont, à quelques dizaines de mètres, se trouve à l'orée du canal de Miribel, le barrage de Jons.

### Autres ponts
Plus en aval encore, deux autres ponts relient Niévroz et Jons :
- le viaduc de Miribel-Jonage emprunté par l'autoroute A432 qui franchit le canal de Miribel et le canal de Jonage, quelques kilomètres au sud du viaduc de la Côtière ;
- à proximité immédiate du précédent, le viaduc de Miribel  emprunté par la ligne de Combs-la-Ville à Saint-Louis (LGV) qui franchit le canal de Miribel et le canal de Jonage, quelques kilomètres au sud du viaduc ferroviaire de la Côtière.